# Villa Escolar
Villa Escolar är en ort i Argentina.   Den ligger i provinsen Formosa, i den nordöstra delen av landet, 900 km norr om huvudstaden Buenos Aires. Villa Escolar ligger 69 meter över havet och antalet invånare är 1 261.
Terrängen runt Villa Escolar är mycket platt. Runt Villa Escolar är det mycket glesbefolkat, med 6 invånare per kvadratkilometer.. Det finns inga andra samhällen i närheten.
Trakten runt Villa Escolar består till största delen av jordbruksmark.